# メイチカ
メイチカは、名古屋駅周辺の地下街の1つ。名古屋市営地下鉄東山線・桜通線の名古屋駅の中改札の南側から、ミッドランドスクエアにかけての名駅通の地下に設けられている。

## 概要
1957年（昭和32年）11月に名古屋市営地下鉄東山線名古屋駅-栄町駅の開業に合わせてオープンした地下街であり、名駅にある地下街の中ではサンロード、キタチカ（旧 新名フード）に次いで長い歴史を誇る。サンロードを北に延長した形であり、名古屋市が出資している第三セクターの名古屋交通開発機構が管理・運営を行っている。
メイチカは、西側を名古屋駅桜通口側、JRセントラルタワーズ前にある駅前広場地下に設けられたゲートウォークと接している。東側ではユニモールとともにミッドランドスクエアに接続しており、名古屋駅から雨や雪に濡れることなく行くことが可能である。
また、この地下街の多くの店舗では、交通系ICカード全国相互利用サービス事業者に含まれているmanacaやJCBのQUICPayが使用できる。
リニア中央新幹線工事に関連して、地下街の空調設備を更新する必要があるため、2023年（令和5年）3月末をもって営業を休止する。営業再開は2026年（令和8年）度を予定している。